# Ankylopteryx doleschalii
Ankylopteryx doleschalii är en insektsart som beskrevs av Brauer 1864. Ankylopteryx doleschalii ingår i släktet Ankylopteryx och familjen guldögonsländor. Inga underarter finns listade i Catalogue of Life.